# 1963-as NHL-amatőr draft
Az 1963-as NHL-amatőr draft az első draft volt az National Hockey League történetében. 1963. június 5-én tartották a quebeci Montréalban. A helyszín a Queen Elizabeth Hotel volt. 16 évnél idősebb játékosok vettek részt a drafton. Akkoriban csak hat csapat volt (Original Six Era): Montréal Canadiens, Detroit Red Wings, Boston Bruins, New York Rangers, Chicago Black Hawks és a Toronto Maple Leafs és ilyen sorrendben választottak játékosokat. Négy kör volt és a lehetséges 24 játékos helyett csak 21 lett kiválasztva. A Detroit nem draftolt a harmadik és a negyedik körben, valamint a Chicago kihagyta a negyedik kört.
Mindössze öt játékos kapott szerepet az NHL-ben és csak egy nyert Stanley-kupát. Senki nem került be a Jégkorong Hírességek Csarnokába.

## A draft
|  | = NHL All-Star |  |  | = A Jégkorong Hírességek Csarnokának a tagja |

### Első kör
| # | Játékos         | Poszt      | Nemzetiség   | NHL-csapat          | Egyetem/junior/klub csapat     |
| - | --------------- | ---------- | ------------ | ------------------- | ------------------------------ |
| 1 | Garry Monahan   | Balszélső  | Kanada       | Montréal Canadiens  | St. Michael's Buzzers (MetJHL) |
| 2 | Peter Mahovlich | Center     | Kanada       | Detroit Red Wings   | St. Michael's Buzzers (MetJHL) |
| 3 | Orest Romashyma | Balszélső  | NSZK/ Kanada | Boston Bruins       | New Hamburg Firebirds (CJCHL)  |
| 4 | Al Osborne      | Jobbszélső | Kanada       | New York Rangers    | Weston Dodgers (MetJHL)        |
| 5 | Art Hampson     | Balszélső  | Kanada       | Chicago Black Hawks | Trenton Midgets (OAAAMHL)      |
| 6 | Walt McKechnie  | Center     | Kanada       | Toronto Maple Leafs | London Nationals (WJBHL)       |
|   |                 |            |              |                     |                                |

### Második kör
| #  | Játékos          | Poszt      | Nemzetiség | NHL-csapat          | Egyetem/junior/klub csapat    |
| -- | ---------------- | ---------- | ---------- | ------------------- | ----------------------------- |
| 7  | Rodney Presswood | Védő       | Kanada     | Montréal Canadiens  | Georgetown Midgets (OAAAMHL)  |
| 8  | Bill Cosburn     | Center     | Kanada     | Detroit Red Wings   | Bick's Pickles (OAAAMHL)      |
| 9  | Terrance Lane    | Center     | Kanada     | Boston Bruins       | Georgetown Midgets (OAAAMHL)  |
| 10 | Terry Jones      | Center     | Kanada     | New York Rangers    | Weston Midgets (OAAAMHL)      |
| 11 | Wayne Davison    | Védő       | Kanada     | Chicago Black Hawks | Georgetown Midgets (OAAAMHL)  |
| 12 | Neil Clairmont   | Bal szélső | Kanada     | Toronto Maple Leafs | Parry Sound Midgets (OAAAMHL) |
|    |                  |            |            |                     |                               |

### Harmadik kör
| #  | Játékos        | Poszt       | Nemzetiség | NHL-csapat          | Egyetem/junior/klub csapat           |
| -- | -------------- | ----------- | ---------- | ------------------- | ------------------------------------ |
| 13 | Roy Pugh       | Center      | Kanada     | Montréal Canadiens  | Aurora Bears (Junior C) (SOJCHL)     |
| 14 | Roger Bamburak | Jobb szélső | Kanada     | Boston Bruins       | Isaac Brock (HS-Manitoba)            |
| 15 | Mike Cummings  | Csatár      | Kanada     | New York Rangers    | Georgetown Midgets (OAAAMHL)         |
| 16 | Bill Carson    | Védő        | Kanada     | Chicago Black Hawks | Brampton Midgets (OAAAMHL)           |
| 17 | Jim McKenny    | Védő        | Kanada     | Toronto Maple Leafs | Toronto Neil McNeil Maroons (MetJHL) |
|    |                |             |            |                     |                                      |

### Negyedik kör
| #  | Játékos          | Poszt  | Nemzetiség | NHL-csapat          | Egyetem/junior/klub csapat           |
| -- | ---------------- | ------ | ---------- | ------------------- | ------------------------------------ |
| 18 | Glen Shirton     | Védő   | Kanada     | Montréal Canadiens  | Port Colborne Midgets (OAAAMHL)      |
| 19 | Jim Blair        | Csatár | Kanada     | Boston Bruins       | Georgetown Midgets (OAAAMHL)         |
| 20 | Campbell Allison | Védő   | Kanada     | New York Rangers    | Portage la Prairie Junior (CMJHL)    |
| 21 | Gerry Meehan     | Center | Kanada     | Toronto Maple Leafs | Toronto Neil McNeil Maroons (MetJHL) |
|    |                  |        |            |                     |                                      |